# Victoria Memorial (London)

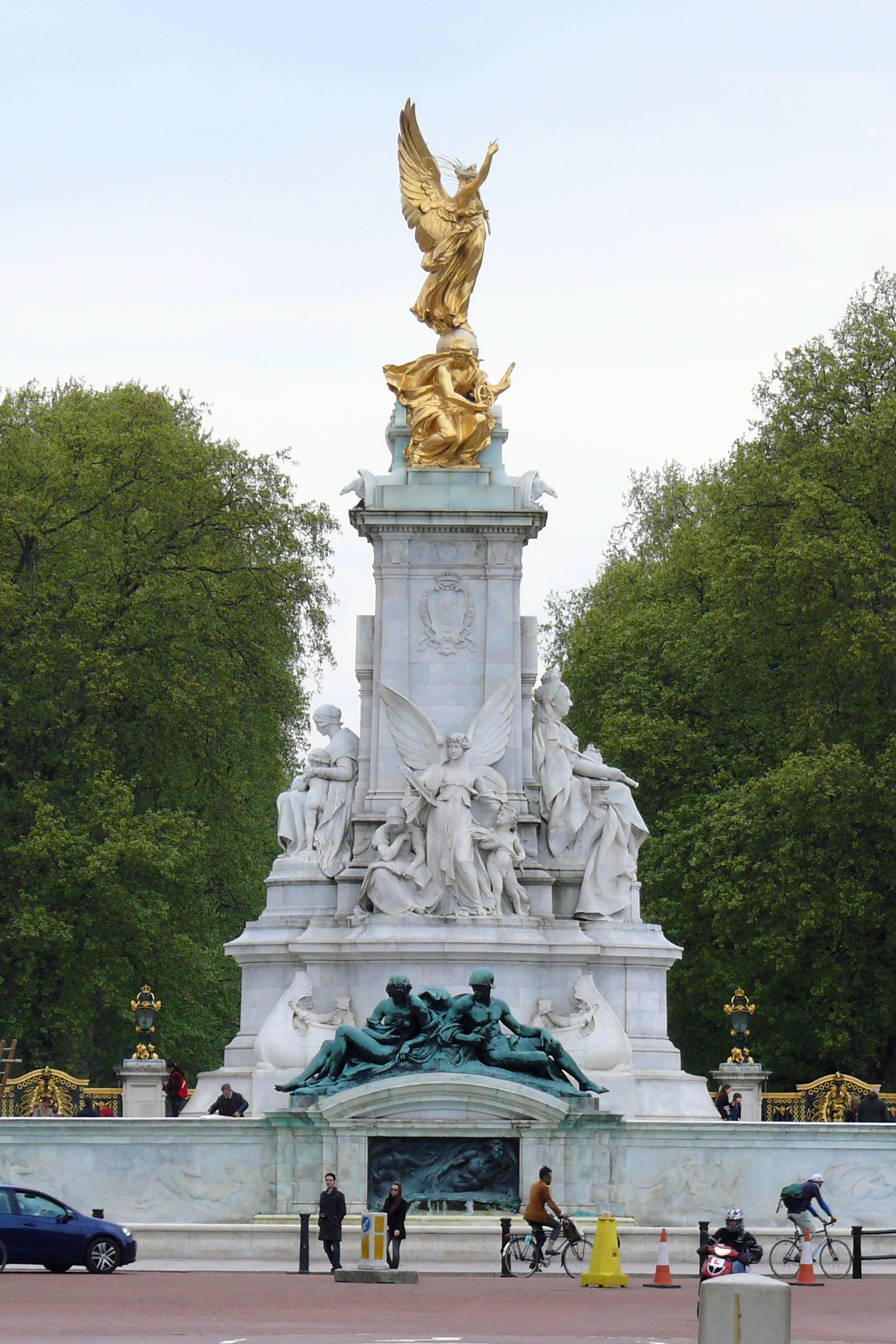
Victoria Memorial in London

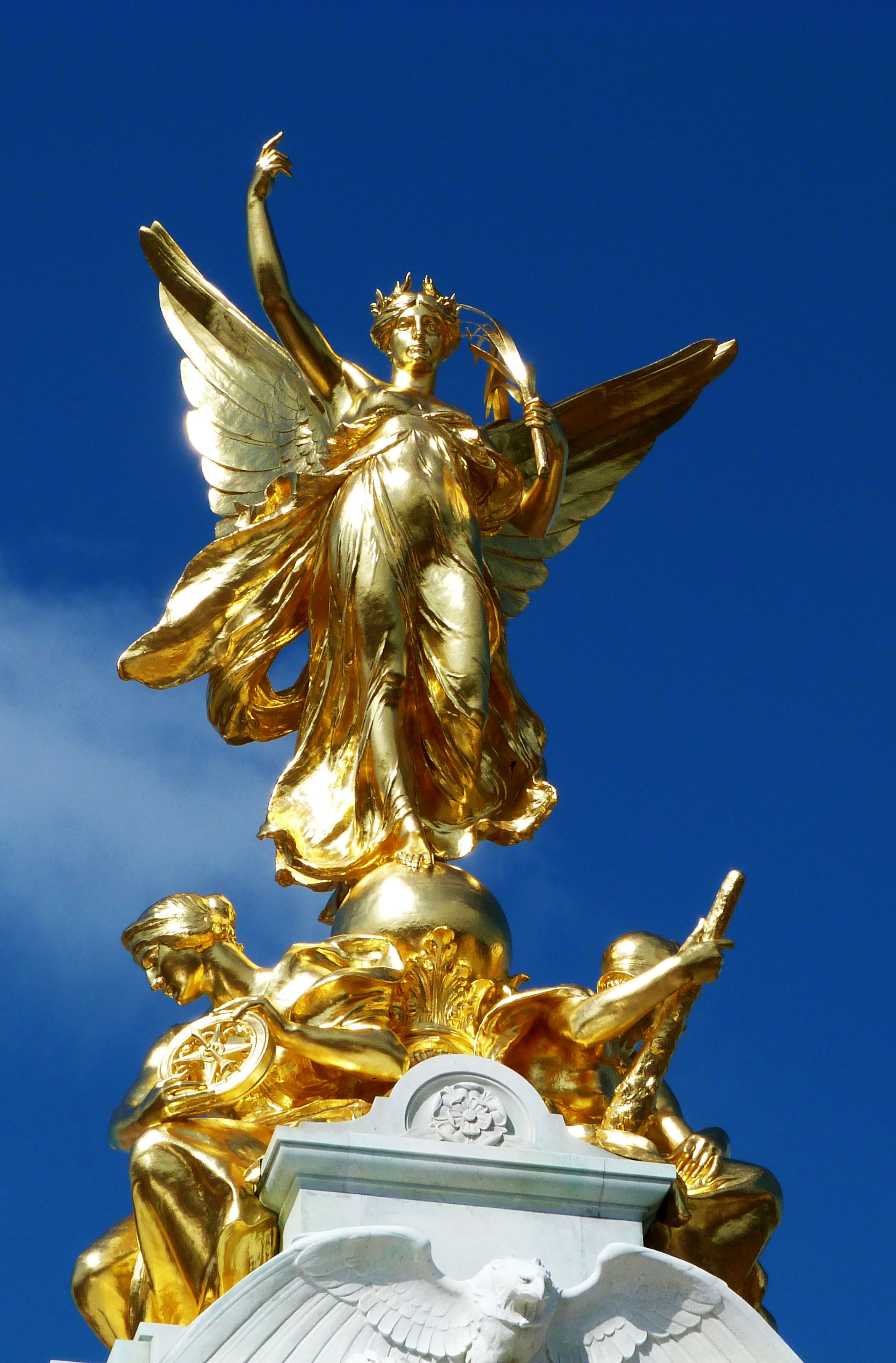
Nahansicht der Siegesgöttin

Das Victoria Memorial ist eine 26 m hohe, zu Ehren von Königin Victoria von Großbritannien und Irland errichtete Figurengruppe in London aus Laaser Marmor; sie steht am südwestlichen Ende der Prachtstraße The Mall direkt vor dem Buckingham Palace.

## Geschichte
Das 1911 enthüllte Monument mit der vergoldeten Siegesgöttin und den unter ihr platzierten allegorischen Frauengestalten wurde von Sir Aston Webb entworfen und vom Bildhauer Thomas Brock ausgeführt. Für die Zeit Anfang des 20. Jahrhunderts eher unmodern, ist das barocke, aus etwa 2300 t Marmor bestehende Nationaldenkmal trotzdem ein eindrucksvolles Beispiel öffentlicher Bildwerke.
Errichtet wurde das Monument auf einem Gelände, auf dem im Mittelalter Maulbeerbäume zur Seidenraupenzucht standen. Weil die Zucht nicht wie geplant funktionierte, wurde auf dem Grundstück im Jahre 1703 ein Landhaus errichtet. 1763 kaufte die Königsfamilie das mittlerweile schon erweiterte Haus und ließ es zu einem königlichen Palast, dem heutigen Buckingham-Palast, ausbauen.